# Livingston (Izabal)
Livingston es un municipio guatemalteco del departamento de Izabal. Está poblado principalmente por habitantes de la etnia garífuna, que se situaron a mediados del siglo xviii, y es uno de principales atractivos turísticos del país; posee una gastronomía única de la región, ya que sus principales platillos son el Rice and beans (arroz con frijoles que contiene coco), el tapado y el famoso pan de coco.
Tras la Independencia de Centroamérica en 1821, dado el carácter inhóspito y lejano de la región, todo Izabal fue designado como un distrito dependiente del departamento de Verapaz, y como parte del circuito de Zacapa que pertenecía al Distrito №4 (Chiquimula) para la impartición de justicia por medio de juicios de jurados.
En esa época casas comerciales inglesas se establecieron en Belice e iniciaron unas prósperas rutas comerciales con los puertos caribeños de Guatemala, Honduras y Nicaragua.  Luego de la expulsión de los miembros del partido conservador de Guatemala en 1829 por las fuerzas invasoras del general liberal Francisco Morazán la situación en Guatemala fue de constantes guerras e invasiones, lo que llevaron a que Soconusco se separara del país y que el Estado de Los Altos lo intentara.  La figura del general Rafael Carrera emergió y logró pacificar al país en 1851;  por ese tiempo, retornaron los jesuitas a Guatemala y se establecieron inicialmente en Livingston y también se inició la Guerra de Castas en Yucatán, un alzamiento indígena que dejó miles de colonos europeos asesinados, y los representantes beliceños y peteneros se pusieron en alerta no solamente porque los refugiados yucatecos llegaban huyendo a Petén y a Belice sino que se temía que Carrera, dado su fuerte alianza con los indígenas guatemaltecos, fuera a propiciar las revoluciones indígenas en Centroamérica. Sin embargo, el asunto no pasó a más, y Guatemala entró en una fase de paz y prosperidad a partir de 1851.
La frontera de Livingston con Belice fue delimitada por medio del tratado Wyke-Aycinena establecido entre el gobierno del general Rafael Carrera por intermedio de su Ministro de Relaciones Exteriores, Pedro de Aycinena el 30 de abril de 1859;  en esa época, Guatemala mantenía relaciones cordiales con la Corona británica y cuando la amenaza de William Walker se presentó nuevamente en Centroamérica en 1859, los ingleses proporcionaron armas al gobierno guatemalteco para enfrentarlo, a cambio de los cual el régimen de Carrera tuvo que cederle el territorio de Belice al Imperio Británico, que ya tenía un centro comercial y de contrabando en la costa del mismo.  Este tratado ha sido reportado desde entonces en Guatemala como el mayor error del gobierno conservador de Rafael Carrera-.
Antes de la construcción de Puerto Barrios a finales del siglo xix y del puerto Santo Tomás de Castilla en la década de 1970, la cabecera municipal de Livingston fue el puerto de primera categoría de la costa atlántica de Guatemala y la cabecera departamental de Izabal.
En 1935, durante el gobierno del general Jorge Ubico, en Livingston se filmaron algunas escenas de la producción cinematográfica de Hollywood Las Nuevas Aventuras de Tarzán, que también se filmó en Chichicastenango, la selva petenera, Río Dulce, Puerto Barrios y Antigua Guatemala.
En 1970, junto con el resto de municipios de Izabal y varios municipios de Quiché, Alta Verapaz y Huehuetenango fue incorporado a la Franja Transversal del Norte.
Sus principales actividades productivas son ganadería, palma africana y exploración petrolera.

## Toponimia
Lívingston fue nombrado por las autoridades liberales guatemaltecas en honor a Edward Livingston legislador estadounidense que redactó el Código Civil de Luisiana, en 1825, y cuyas leyes —traducidas al español por José Francisco Barrundia— quisieron adoptarse en Guatemala por el gobierno liberal del Estado de Guatemala dirigido por el doctor Mariano Gálvez, aunque esto no prosperó por la revolución indígena-católica dirigida por Rafael Carrera y Turcios que derrocó a Gálvez en 1838.

## Geografía física

### Clima
Por estar ubicado en las costas del Mar Caribe, su elevación a nivel del mar, sus temperaturas promedio muy altas y su topografía rodeada por zonas de selva tropical, su clima es de tipo cálido tropical. Según la clasificación climática de Köppen, se categoriza como Clima Ecuatorial Lluvioso (Af), esto es por las características antes mencionadas. Sus precipitaciones superan los 3,600 mm anuales, y se distribuyen de forma abundante en todo el año, aunque en julio es donde sus registros de precipitaciones sobrepasan los 600 mm mensuales, por lo que es el municipio más húmedo y lluvioso de Guatemala, y uno de los más húmedos de Centroamérica.
| Parámetros climáticos promedio de Livingston | Parámetros climáticos promedio de Livingston | Parámetros climáticos promedio de Livingston | Parámetros climáticos promedio de Livingston | Parámetros climáticos promedio de Livingston | Parámetros climáticos promedio de Livingston | Parámetros climáticos promedio de Livingston | Parámetros climáticos promedio de Livingston | Parámetros climáticos promedio de Livingston | Parámetros climáticos promedio de Livingston | Parámetros climáticos promedio de Livingston | Parámetros climáticos promedio de Livingston | Parámetros climáticos promedio de Livingston | Parámetros climáticos promedio de Livingston |
| Mes                                          | Ene.                                         | Feb.                                         | Mar.                                         | Abr.                                         | May.                                         | Jun.                                         | Jul.                                         | Ago.                                         | Sep.                                         | Oct.                                         | Nov.                                         | Dic.                                         | Anual                                        |
| -------------------------------------------- | -------------------------------------------- | -------------------------------------------- | -------------------------------------------- | -------------------------------------------- | -------------------------------------------- | -------------------------------------------- | -------------------------------------------- | -------------------------------------------- | -------------------------------------------- | -------------------------------------------- | -------------------------------------------- | -------------------------------------------- | -------------------------------------------- |
| Temp. media (°C)                             | 23.7                                         | 24.5                                         | 26.0                                         | 27.4                                         | 28.0                                         | 28.0                                         | 27.6                                         | 27.7                                         | 27.6                                         | 26.6                                         | 25.0                                         | 24.1                                         | 26.4                                         |
| Precipitación total (mm)                     | 212                                          | 125                                          | 105                                          | 131                                          | 202                                          | 433                                          | 621                                          | 486                                          | 431                                          | 346                                          | 313                                          | 231                                          | 3636                                         |
| Fuente: Climate-Data.org                     |                                              |                                              |                                              |                                              |                                              |                                              |                                              |                                              |                                              |                                              |                                              |                                              |                                              |

### Ubicación geográfica
Livingston está ubicado en el departamento de Izabal y sus colindancias son:
- Norte:  Belice
- Este: Lago de Izabal, Río Dulce y Puerto Barrios, municipio del departamento de Izabal
- Sureste: Lago de Izabal
- Sur: El Estor, municipio del departamento de Izabal
- Oeste: Chahal y Cahabón, municipios del departamento de Alta Verapaz[12]

|                       | Norte: Belice |                                               |
| Oeste: Chahal Cahabón |               | Este: Lago de Izabal Río Dulce Puerto Barrios |
|                       | Sur: El Estor | Sureste: Lago de Izabal                       |

## Gobierno municipal
Los municipios se encuentran regulados en diversas leyes de la República, que establecen su forma de organización, lo relativo a la conformación de sus órganos administrativos y los tributos destinados para los mismos.  Aunque se trata de entidades autónomas, se encuentran sujetos a la legislación nacional y las principales leyes que los rigen desde 1985 son:
| N.º | Ley                                                | Descripción |
| --- | -------------------------------------------------- | --- |
| 1   | Constitución Política de la República de Guatemala | Tiene una regulación legal específica para los municipios en los artículos 253 al 262. |
| 2   | Ley Electoral y de Partidos Políticos              | Ley de carácter constitucional aplicable a los municipios en el tema de la conformación de sus autoridades electas. |
| 3   | Código Municipal                                   | Decreto 12-2002 del Congreso de la República de Guatemala. Tiene la categoría de ley ordinaria y contiene preceptos generales aplicables a todos los municipios, e inclusive contiene legislación referente a la creación de los municipios.             |
| 4   | Ley de Servicio Municipal                          | Decreto 1-87 del Congreso de la República de Guatemala. Regula las relaciones entra la municipalidad y los servidores públicos en materia laboral. Tiene su base constitucional en el artículo 262 de la constitución que ordena la emisión de la misma. |
| 5   | Ley General de Descentralización                   | Decreto 14-2002 del Congreso de la República de Guatemala. Regula el deber constitucional del Estado, y por ende del municipio, de promover y aplicar la descentralización y desconcentración económica y administrativa.                                |

El gobierno de los municipios está a cargo de un Concejo Municipal mientras que el código municipal —ley ordinaria que contiene disposiciones que se aplican a todos los municipios— establece que «el concejo municipal es el órgano colegiado superior de deliberación y de decisión de los asuntos municipales […] y tiene su sede en la circunscripción de la cabecera municipal»; el artículo 33 del mencionado código establece que «[le] corresponde con exclusividad al concejo municipal el ejercicio del gobierno del municipio».
El concejo municipal se integra con el alcalde, los síndicos y concejales, electos directamente por sufragio universal y secreto para un período de cuatro años, pudiendo ser reelectos.
Existen también las Alcaldías Auxiliares, los Comités Comunitarios de Desarrollo (COCODE), el Comité Municipal del Desarrollo (COMUDE), las asociaciones culturales y las comisiones de trabajo. Los alcaldes auxiliares son elegidos por las comunidades de acuerdo a sus principios y tradiciones, y se reúnen con el alcalde municipal el primer domingo de cada mes, mientras que los Comités Comunitarios de Desarrollo y el Comité Municipal de Desarrollo organizan y facilitan la participación de las comunidades priorizando necesidades y problemas.

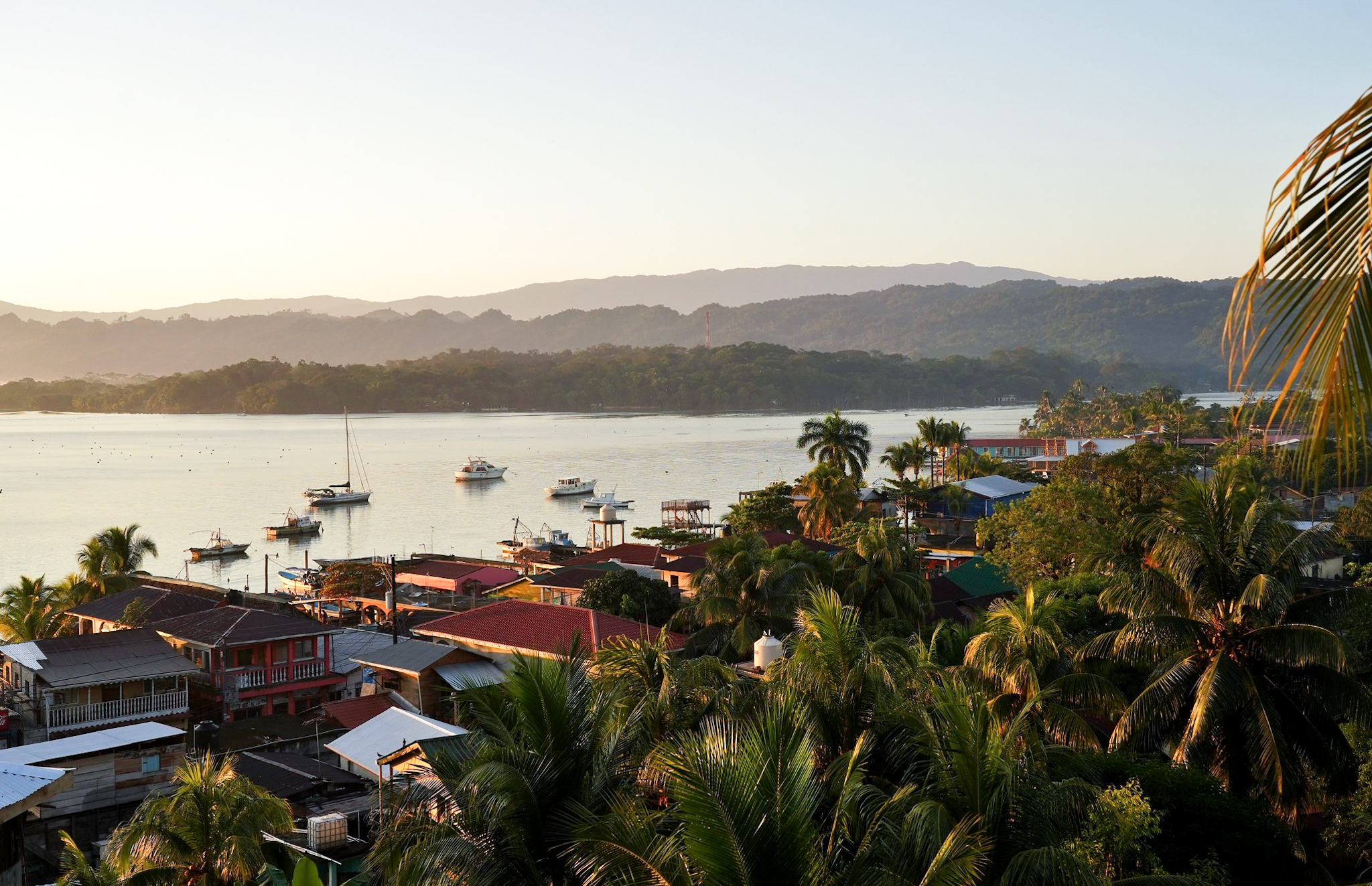
Livingston, Izabal.

## Historia

### Primero pobladores  y conquista española
Los primeros pobladores del área que ocupa Livingston fueron los Caribes, descendientes de aborígenes que huyeron de las islas del Caribe cuando los españoles las conquistaron. Pero cuando los españoles llegaron a Centroamérica a principios del siglo xvi éstos establecieron un puesto comercial en la región; sin embargo, los bucaneros eran demasiado poderosos y los españoles tuvieron que trasladar su puesto comercial hasta el nacimiento de Río Dulce en el Lago de Izabal, en donde construyeron el Castillo de San Felipe. Las repercusiones para el área que ocupa Livingston fueron devastadoras, pues esta quedó abandonada y expuesta al ataque de los corsarios, cortadores de caoba y recolectores de zarzaparrilla durante los siguientes dos siglos.

### Tras la Independencia de Centroamérica
La constitución del Estado de Guatemala promulgada el 11 de octubre de 1825 —y no el 11 de abril de 1836, como numerosos historiadores han reportado incorrectamente — creó los distritos y sus circuitos correspondientes para la administración de justicia según el Código de Lívingston traducido al español por José Francisco Barrundia y Cepeda; por lo inhóspito y retirado, toda la región de Izabal fue designada como un distrito dependiente de Verapaz, y como parte del circuito de Zacapa que pertenecía al Distrito N.º 4 (Chiquimula) para la impartición de justicia.  Este circuito incluía a Santa Lucía, San Pablo, Gualán, Izabal, Río Hondo, Trapiche, Estanzuela, Uzumatán y Teculután.

### Guerra de Castas de Yucatán
Tras acabar con el Estado de Los Altos, el general Rafael Carrera llegó al poder en 1840 y no solamente no continuó con los reclamos sobre el territorio beliceño, sino que estableció un consulado guatemalteco en la región para velar por los intereses de Guatemala en ese importante punto comercial.  El comercio beliceño fue preponderante en la región hasta 1855, en que los colombianos construyeron un ferrocarril transoceánico en Panamá, permitiendo que el comercio fluyera más eficientemente en los puertos del Pacífico guatemalteco; a partir de este momento, Belice empezó a declinar en importancia.
Cuando se inició la Guerra de Castas en Yucatán —alzamiento indígena que dejó miles de colonos europeos asesinados— los representantes beliceños y guatemaltecos se pusieron en alerta; los refugiados yucatecos llegaban huyendo a Guatemala y a Belice e incluso el superintendente de Belice llegó a temer que Carrera -dado su fuerte alianza con los indígenas guatemaltecos- estuviera propiciando las revoluciones indígenas en Centroamérica. En la década de 1850, los ingleses demostraron tener buena voluntad hacia los países centroamericanos: se retiraron de la Costa de los Mosquitos en Nicaragua e iniciaron negociaciones que resultarían en la devolución del territorio en 1894, regresaron las Islas de la Bahía a Honduras e incluso negociaron con el filibustero estadounidense William Walker en un esfuerzo para evitar que éste invadiera Honduras tras apoderarse de Nicaragua. Y, finalmente, firmaron un tratado sobre la soberanía de Belice con Guatemala —-tratado que ha sido reportado desde entonces en Guatemala como el mayor error del gobierno conservador de Rafael Carrera.

### Retorno de los Jesuitas

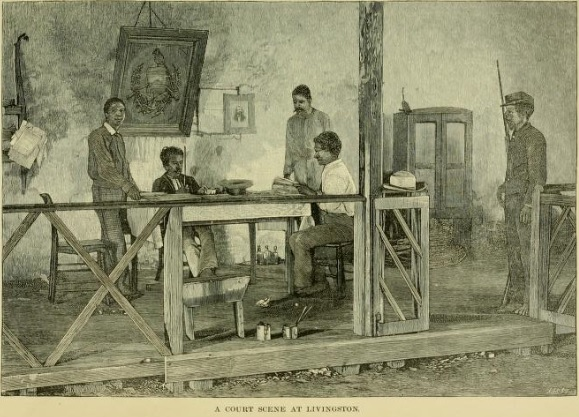
Corte de Livinston en 1884. Grabado de Brigham publicado en 1887.

Durante el gobierno conservador de Rafael Carrera y Turcios, la Compañía de Jesús regresó a Guatemala en 1850; se mantuvieron en el país poco más de veinte años, en un ambiente tranquilo y provechoso que resultó en la fundación de un noviciado y una residencia en la Ciudad de Guatemala, en donde además se hicieron cargo del Colegio y Seminario Tridentino de Nuestra Señora de la Asunción. Guatemala fue durante esas dos décadas un refugio para la orden, que fue expulsada de varios países latinoamericanos, incluyendo Colombia en 1851; la Misión Colombiana se estableció en Guatemala, y tuvo residencias en Quetzaltenango y en Livingston.  Desde Guatemala, los jesuitas intentaron expandirse hacia América Latina, pero fueron finalmente expulsados el 3 de septiembre de 1871 por el general Justo Rufino Barrios, líder de la Reforma Liberal en Guatemala, y tuvieron que establecerse en Nicaragua.

### Tratado Wyke-Aycinena: frontera de Belice-Guatemala
Pedro de Aycinena, como Ministro de Relaciones Exteriores de Guatemala, se había esforzado en mantener relaciones cordiales con la Corona británica. En 1859, la amenaza de William Walker se presentó nuevamente en Centroamérica; a fin de obtener las armas necesarias para enfrentarlo, el régimen de Carrera tuvo que cederle el territorio de Belice al Imperio Británico. El 30 de abril de 1859 se celebró la convención entre los representantes de Gran Bretaña y Guatemala para definir los límites con Belice, tras la cual se emitió un decreto en el que Guatemala se vio favorecida en el artículo séptimo, que estipula que Inglaterra abriría por su cuenta una vía de comunicación terrestre de la ciudad de Belice hasta la ciudad de Guatemala.
Para 1887, a pesar de que la importancia comercial del puerto era considerable pues el gobierno de Justo Rufino Barrios había vendido grandes cantidades de tierras a extranjeros en la Verapaz y en la costa atlántica para el cultivo de café y frutas tropicales, respectivamente, el único edificio prominente en el puerto era la aduana, cuyo dilapidado muelle funcionaba sobre aguas que estaban a una profundidad de apenas treinta centímetros, lo que hacía que las embarcaciones grandes no pudieran acercarse.  La aduana y las oficinas del puerto estaban en la parte baja del poblado, de espaldas a escarpadas pendientes, al final de las cuales se erguía el resto del poblado, y en donde también estaba el cementerio de la localidad. Las calles estaban construidas en una disposición de tablero de ajedrez, pero no estaban pavimentadas ni acondicionadas, de forma que se convertían en lodo durante la época lluviosa, y todas las casas estaban construidas de adobe o paja y recubiertas con calicanto.
Livingston era la aduana principal del país en la costa atlántica, mientras que Santo Tomás y el futuro Puerto Barrios —ambos localizados en la bahía de Amatique— eran puertos menores bajo la jurisdicción de Livingston.  El servicio al puerto lo hacían tres líneas de vapores, con destinos a Nueva Orleáns, Nueva York y Londres; además, entre Livingston, Belice y la costa norte de Honduras, había varios servicios de buques de vela.
En 1894 aumentó considerablemente el tráfico marítimo a la costa atlántica, y se empezó a aprovechar las ventajas que Puerto Barrios, ofrecía: excelente posición y un moderno muelle.  Por su parte, Livingston estaba comunicado con el puerto fluvial de Panzós por medio de una línea de vapores, que sacaban los productos de Cobán hacia el puerto de la costa atlántica.

### Demarcación política de Guatemala de 1902

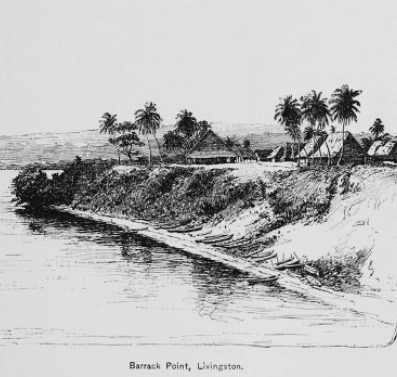
Barack Point, Livingston. Grabado de William T. Brigham.

En 1902, cuando Livingston todavía era la cabecera municipal de Izabal, el gobierno del licenciado Manuel Estrada Cabrera publicó la Demarcación Política de la República, y en ella se describe a Livingston así: «su cabecera es el puerto de Livingston, ocupa un área de cuatro mil caballerías próximamente. Su clima es cálido y malsano y sus principales cultivos son: maíz, banana y yucas. Sus habitantes de dedican a la construcción de canoas, a la crianza de cerdos, a la pesca y a la agricultura. Está limitado: al Norte y al Este por el golfo de Amatique, al sur por el Río Dulce; y al Oeste por la aldea de San Felipe del Golfo».
Cuando se concluyó el Ferrocarril del Norte de Guatemala en 1907, Puerto Barrios se convirtió en el principal puerto marítimo de la costa atlántica de Guatemala, pues se encontraba en la ribera sur del Río Dulce y fue escogido para construir allí la primera estación del ferrocarril que conectaba la costa con la Ciudad de Guatemala.  Livingston pasó entonces a ser un puerto menor que dependía de Puerto Barrios.

### Aldea «Modesto Méndez»
En este municipio está localizada la aldea «Modesto Méndez», que fuera llamada así por medio del acuerdo gubernativo del 30 de octubre de 1958, que le cambió el nombre a Puerto Cadenas —puerto fluvial que se encuentra en la ribera izquierda del Río Sarstún— y a la aldea de Cadenas del municipio de Livingston.  El cambio de nombre se hizo para honrar al corregidor de Petén Modesto Méndez, quien exploró las ruinas de Tikal con la ayuda de Ambrosio Tut en 1848.

### Franja Transversal del Norte

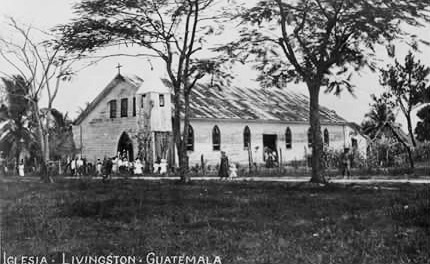
Iglesia católica de Livingston en 1925.

Al formarse originalmente la Franja Transversal del Norte en 1964, la importancia de la región estaba en la ganadería, la explotación de madera preciosas para exportación y la riqueza arqueológica.  Contratos madereros se dieron a empresas trasnacionales, como la Murphy Pacific Corporation de California, que invirtió 30 millones de dólares para la colonización del sur de Petén y Alta Verapaz, y formó la Compañía Impulsadora del Norte, S.A.  La colonización del área se hizo por medio de un proceso por el que se otorgaban tierras en zonas inhóspitas de la FTN a campesinos. En 1964, el INTA definió la geografía de la FTN como la parte norte de los departamentos de Huehuetenango, Quiché, Alta Verapaz e Izabal y ese mismo año sacerdotes de la orden Maryknoll y de la Orden del Sagrado Corazón iniciaron el primer proceso de colonización, junto con el INTA, llevando a pobladores de Huehuetenango al sector de Ixcán en Quiché.
La Franja Transversal del Norte fue creada oficialmente durante el gobierno del general Carlos Arana Osorio en 1970, mediante el Decreto 60-70 en el Congreso de la República, para el establecimiento de desarrollo agrario. La franja se originó luego del establecimiento de Zonas de Desarrollo Agrario en el área comprendida dentro de los municipios: San Ana Huista, San Antonio Huista, Nentón, Jacaltenango, San Mateo Ixtatán, y Santa Cruz Barillas en Huehuetenango; Chajul y San Miguel Uspantán en El Quiché; Cobán, Chisec, San Pedro Carchá, Lanquín, Senahú, Cahabón y Chahal, en Alta Verapaz y la totalidad del departamento de Izabal.
Al descubrir petróleo en el área de Ixcán y Chisec, el área se convirtió en uno de los puntos más conflictivos durante la Guerra Civil de Guatemala, aunque Livingston fue de las regiones menos afectadas.

## Transporte
La villa de Livingston solamente es accesible por vía marítima. Las lanchas colectivas viajan en horario fijo de Puerto Barrios a Livingston y viceversa. Los barcos viajan varias veces al día desde Puerto Barrios, y dos veces a la semana los martes y viernes de Punta Gorda, Belice, y hay lanchas que viajan en turnos fijos de Livingston a Río Dulce.
A principios de 2014, los pasajeros extranjeros que llegan a Livingston deben presentar su pasaporte en las oficinas de la Dirección General de Migración, la cual está a dos cuadras cuesta arriba del muelle, a la izquierda.  Las personas están en total libertad de obviar esta formalidad, pero podrían incurrir en retrasos signiticativos e incluso multas cuando salen de Guatemala por cualquier otro punto fronterizo, puerto o aeropuerto.[cita requerida]

## Economía

### Ganadería
En varias aldeas del municipio -específicamente en Río Dulce y aldeas circunvecinas- se da la crianza de ganado vacuno, ya sea para la producción de leche y sus derivados, o bien para la venta en pie o el destace de estos semovientes. Existe también la crianza de cerdos y aves de tras-patio, pero esta es únicamente para uso familiar.[cita requerida]

### Cultivo de palma africana

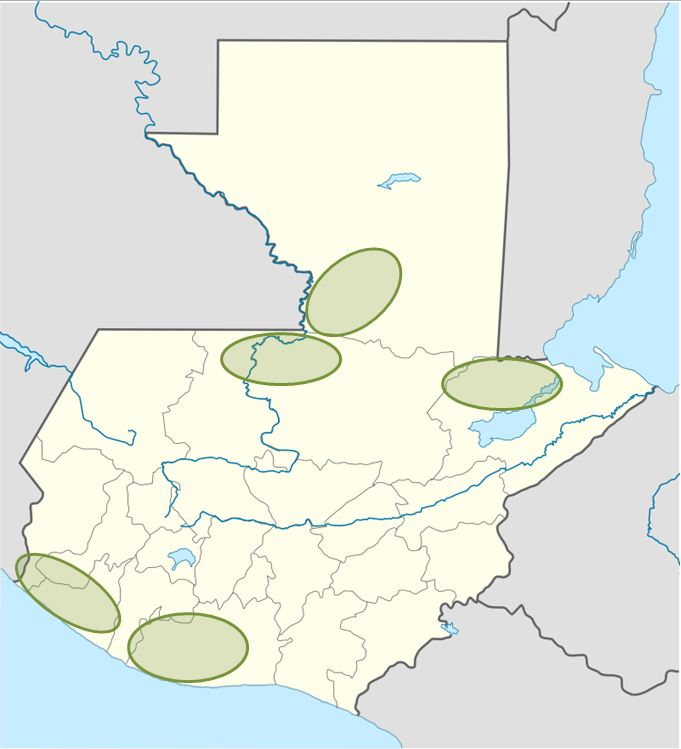
Áreas de cultivo de palma africana en Guatemala en 2014.

Satisfacer la demanda de aceites y grasas comestibles del mercado interno y parte del mercado externo ayuda a explicar por qué el aceite de palma ganó terreno desplazando otros aceites, lo que ha conducido al surgimiento de nuevas empresas asociadas a grandes capitales, en una nueva fase inversionista que se observa particularmente en los territorios que conforman la Franja Transversal del Norte. Convertirse en uno de los principales países agroexportadores de aceite de palma es el objetivo que ha motivado que las empresas palmeras se hayan enfrascado en una etapa de creciente producción, pese a la tendencia decreciente del precio internacional de ese aceite. El área de mayor dinamismo se observa en los municipios de Chisec y Cobán, Alta Verapaz; Ixcán, Quiché, y Sayaxché, Petén, donde opera Palmas del Ixcán, S.A. (PALIX), con plantaciones propias y productores independientes. Algo parecido ocurre en los municipios de Fray Bartolomé de Las Casas y Chahal, Alta Verapaz; y Livingston, Izabal; y San Luis, Petén, donde la empresa Naturaceites se ha posicionado.
La lógica para introducir la plama africana proviene de la sustitución gradual de las plantaciones de algodón en la zona. ltivo del algodón. A partir de la década de 1990 uno de los principales productores de algodón de Guatemala, la familia Molina Espinoza, comenzó a reconvertir zonas algodoneras y ganaderas de su propiedad, en plantaciones de palma africana. Con la destrucción de plantaciones bananeras en Izaba  debido a huracanes, otros grupos empresariales como Agroamérica, de la familia Bolaños Valle, y Naturaceites -antes INDESA-, de la familia Maegli-Müeller, sustituyeron parte del cultivo de banano por el de palma africana. Los inversionistas en palma africana ampliaron sus plantaciones desde la costa sur hacia el norte del país, adquiriendo tierras en la Franja Transversal del Norte y Petén; para 2014 se estimó que el área sembrada de palma africana tenía una extensión de ciento treinta mil hectáreas.  El proyecto se fundó exclusivamente para la producción de agrodiésel de palma, el cual se vendería como materia prima bajo contrato a Green Earth Fuels (GEF) pra su procesamiento y posterior transformación en plantas en los Estados Unidos.
La empresa Green Earth Fuels se caracteriza por ser una productora de agrocombustibles de materias primas agrícolas diferentes; originalemtne, en la empresa PALIX los únicos socios eran GEF (99.999%) y el empresario guatemalteco José Miguel Enrique Arriola Fuxet (0.001%) con un capital inicial de US$29.4 millones. Pero en 2010 Arriola Fuxet se retiró como socio quedando la empresa completamente en manos de estadounidenses. El proyecto se perfilaba como una mega inversión en agrodiésel de plama, que aprovecharía las ventajas que le representaba el asfaltado de la carretera de la FTN, que estaba en marcha desde el gobierno de Óscar Berger Perdomo y que la conectaría con el puerto de Santo Tomás de Castilla.  Pero la caída de los precios del aceite de palma y la prohibición en Estados Unidos del uso de aceite de palma para la producción de agrodiésel -debido a la presión de los productores de maíz de ese país- condujeron a que GEF se retirara del proyecto.
Tras el retiro de GEF PALIX pasó a ser parte del grupo Tecún de la familia Maegli-Müeller, quienes también poseen la empresa Naturaceites que tiene plantaciones de palma africana en Fray Bartolomé de las Casas y Chahal en Alta verapaz, en El Estor y Livingston, Izabal y en San Luis, Petén. En 2014, en la frontera entre Guatemala y México delimitada por el río Salinas, PALIX tiene sus una de sus plantaciones en la comunidad de La Soledad; en el área de Ixcán hay productores independientes de palma en la región bordeada por el río Chixoy y la frontera con México, en donde se encuentran las comunidades de Vista Hermosa, Providencia, Santa Cruz y Laz Flores; finalmente, en el área petrolera de Rubelsanto - por donde pasa la carretera de la FTN- alberga a pequeños productores independientes y se encuentran las grandes plantaciones de PALIX y de otras empresas asociadas.  Existen denuncias por contaminación en el río El Jute que pasa por la finca Chiriviscal en la carretera de la FTN.

### Exploración petrolera
En Livingston existe un pozo de exploración petrolera llamado Balam-1X, el cual retrasó su construcción debido a inundaciones en el área que se solucionaron con zanjas que van desde la torre de perforación a un agujero natural situado a aproximadamente cincuenta metros de donde están un nacimiento de agua de la comunidad Sebilá.  El área de perforación petrolera se encuentra dentro del área protegida del río Sarstún y la licitación petrolera (Contrato 7-98) es explorada por la compañía de capital canadiense y colombiano Pacific Rubials Energy Corp. Originalmente, la licitación había sido adjudicada a la Compañía Petrolera del Atlántico -CPA-, que es propiedad del grupo empresarial guatemalteco Campollo Codina.
El nacimiento de agua de Sebilá forma un río subterráneo, que pasa por debajo de donde está la exploración petrolera y conecta con el río Zavala, que pasa por Sebilá, y que conlfuyeron con el río Chocón Machacas, el más grande de Livingston, y que desemboca en el golfete de Río Dulce.  Existe la posibilidad de que el nacimiento de la comunidad de Sebilá se contamine con químicos tóxicos derivados de la exploración petrolera, lo que podría contaminar todo el sistema hidrológico, incluido el Lago de Izabal.
Es conveniente indicar que en Guatemala, se utilizan los conceptos de «gobernabilidad» y de «responsabilidad social empresarial» para trabajar en concesiones de este tipo; gobernabilidad se refiere a la demanda que hacen las empresas privadas al Estado para que les brinde seguridad a sus inversiones a través del Ejército y de la Policía Nacional Civil, mientras que la responsabilidad social empresarial es una demanda que el Estado le hace a las empresas privadas y que ante la incapacidad de exigirles que paguen los impuestos correspondientes demanda que por lo menos que contribuyan con los programas asistenciales en las regiones en donde operan.

## Idiomas
En Livingston se hablan numerosas lenguas, entre ellas: español, garífuna, q'eqchi', e inglés.

## Ciudadanos distinguidos
- Guillermo Ramírez: jugador de fútbol y ex seleccionado nacional de Guatemala
- Marvin Ávila: jugador de fútbol y seleccionado nacional de Guatemala
- Ricardo Trigueño Foster: jugador de fútbol y ex seleccionado nacional de Guatemala
- Selvin Valentine Pennant Taylor: jugador de Liga Nacional de fútbol y ex seleccionado Nacional de Guatemala. Jugador del equipo Aviación de Chile. Nacido en Morales, Izabal

## En el cine

### Las nuevas aventuras de Tarzán(1935)
En 1935, se filmó en Guatemala la película independiente estadounidense Las nuevas aventuras de Tarzán, parte de la cual se rodó en Livingston, aprovechando las facilidades otorgadas por los ferrocarriles y naviera de la United Fruit Company y por el gobierno del general Jorge Ubico Castañeda. Los lugares en donde se filmó fueron:
- Chichicastenango: escenas de la aldea indígena en donde los exploradores se reúnen antes de salir hacia Río Dulce y Livingston.  Se aprecia la iglesia y el puente de Gucumatz.[8]
- Antigua Guatemala: templo de la Diosa Verde
- Livingston: partida hacia la selva petenera
- Puerto Barrios: arribo de los exploradores y partida hacia Europa
- selva petenera: escenas de jungla
- Quiriguá: ciudad en ruinas en donde explican a los exploradores los orígenes de la cultura Maya.
- Ciudad de Guatemala: el entonces lujoso hotel Palace fue el escenario de las escenas del hotel del imaginario poblado de At Mantique[8]